# Pterochthonius angelus
Pterochthonius angelus är en kvalsterart som först beskrevs av Berlese 1910.  Pterochthonius angelus ingår i släktet Pterochthonius och familjen Pterochthoniidae. Inga underarter finns listade i Catalogue of Life.